# Пути русского богословия

Обложка издания 2006 года (Минск)

«Пути́ ру́сского богосло́вия» — программное религиозно-философское произведение Георгия Флоровского, впервые изданное в 1937 году в годы его пребывания в Париже. В своей работе Флоровский стремиться рассмотреть всю русскую духовную мысль с позиций византийской мысли, которую он рассматривает как главное мерило правильности или ошибочности. В книге утверждаются идеи неопатристического синтеза (хотя сам термин не используется). Книга была переиздана в 1981 году и впоследствии многократно переиздавалась, приобретя репутацию основного библиографического справочника по истории русской богословской и религиозно-философской мысли. До начала XXI века именно данный труд с содержавшимися в нём взглядами, в том числе концепцией «западного пленения» русского богословия, определял расстановки акцентов и оценок при его изучении. Их существенный пересмотр осуществляется лишь в последнее время благодаря трудам протоиерея Павла Хондзинского по истории богословия и Н. Ю. Суховой по истории богословского образования в России.

## История создания
Флоровский уже с юности хотел написать книгу по истории русской мысли. В письме к о. Павлу Флоренскому от 30 июля 1912 года он пишсал: «Моя мечта — изучение всей русской мысли в ее истории, изучение русской философии в ее генезисе, развитии и status quo. Хватит ли моих сил на это, но я буду работать пока хватит. Много других планов работы у меня есть, и я несколько колеблюсь между ними». А в письме к чешскому слависту Иржи Поливке от 6 июля 1921 года он сообщал, что «уже давно <…> пришел к убеждению в необходимости пересмотра сложившихся представлений о ходе развития русской историософической мысли, исподволь разбирая материал по этому вопросу, составил совершенно определённый план книги, посвященной этой теме». Непосредственная работа над «Путями…» заняла шесть лет, с 1930 по 1936 года. Жена Флоровского рассказывала, в период написания книги издательство YMCA-Press заказало Флоровскому рукопись объёмом в 35 академических листов «и даже, вопреки обычаю тех лет, выплатило аванс. Прошёл год, но к выполнению заказа Флоровский так и не приступил; и Ксения Ивановна начала беспокоиться; ее беспокойство было связано с тем обстоятельством, что деньги, заплаченные вперед, были уже потрачены. <..> Но однажды, сказала она, муж вдруг сел писать. И, начавши, писал и писал, не останавливаясь, а когда закончил, оказалось, что объем написанного значительно больше, чем было оговорено издательством». В письме редактору «Современных записок» В. В. Рудневу от 15 февраля 1936 года Флоровский писал: «Меня заставили кончить мою книгу в несколько дней, практически мне пришлось написать около 30 печатных страниц за 8 дней, да притом довольно сложного содержания. При такой работе я потерял всякое чувство ответственности, несколько ночей не спав кряду».
Вскоре после первого издания подверглась испытаниям. Так, летом 1939 года склад издательства в Белграде с тиражом «Путей…» был уничтожен в результате немецкой бомбёжки, и она сразу стала библиографической редкостью. В последние годы жизни Флоровский намеревался дополнить свою книгу главой «После потопа», посвященной философско-богословским достижениям послереволюционного периода. Но этому замыслу не суждено было осуществиться.

## Содержание
В русской культуре Флоровский выделяет два слоя: «византийскую сухость» (т. н. «дневную культуру») и «славянскую мягкость» (т. н. «ночную культуру»). Сам византинизм Флоровский трактует как «христианский эллинизм».
Следующими по важности шагами после Крещения Руси он называет восприятие исихастской (паламитской) традиции при митрополите Киприане и апокалиптическую идею «Москва — Третий Рим».
Глубокий смысл автор придаёт противостоянию «осифлян» и «заволжцев». Иосиф Волоцкий впервые на Руси провозглашает «правду социального служения» и «хождения в народ». «Заволжцы» утверждают иной, более традиционный идеал — «правду умного делания». Победу «осифлян» Флоровский связывает с переориентацией Руси с Византии на Европу, при том, что это русское западничество представляло собой «московский охранительный синтез», свободный от мистики и аскетики. Европейским влиянием Флоровский объясняет отход в иконописи XVI века от «иератического реализма» к «декоративному символизму».
При характеристике деятельности митрополита Петра Могилы, Георгий Флоровский использует термин «псевдоморфоза», под которой он понимает «внутреннюю интоксикацию»: внешне антизападничество при внутренней романизации и латинизации русской души в XVII веке.
Однако и Раскол не приемлется, поскольку в нём усматривается «апокалиптический надрыв, прельщение, тяжелая духовная болезнь, одержимость».
Эпоха Петра рассматривается как вариант западной Реформации, однако синодальный период воспринимается как «вавилонское пленение» Русской Церкви.
Возникшее в последующее время масонство Флоровский характеризует как «бесцерковный аскетизм» и «мистическое любопытство».
Истинным «обновителем византийских созерцаний» в XVIII веке называется епископ Тихон Задонский, у которого присутствуют и «озарения Фаворского света» и «пафос Преображения». Высокую оценку получает и Паисий Величковский.
Новое духовное пробуждение в России наступает при Александре I, после победы над Наполеоном, когда «государство вновь сознает себя священным и сакральным». Однако, обращаясь к трудам русских религиозных философов (славянофилы, Соловьев и пр.), Георгий Флоровский находит у них много романтического, протестантского и социалистического. Подчеркивается роковое противоречие Владимира Соловьёва, стремившегося строить церковный синтез из нецерковного опыта и его невосприимчивость к мистическим святыням Церкви. Еще более противоречивым видится Флоровскому русский «серебряный век», когда возврат интеллигенции в Церковь мотивировался стремлением реформировать и поучать её.
Для возрождения богословия предлагается возврат к «патристическому стилю», то есть к «христианскому эллинизму» (эллинизму догматики, литургии и иконы), который сам по себе представляет синтез.

## Оценки
Многими современниками из числа русских эмигрантов этот труд был воспринят неоднозначно, ибо он не рассматривал период «русского духовного ренессанса» конца XIX — начала XX века как мерило для оценок всех событий русской духовной жизни, а, напротив, плоды самого ренессанса переоценивал в свете синтезирующих достижений золотого века патристики. Н. А. Бердяев (1874—1948) в своей статье «Ортодоксия и человечность» (1937) высказался достаточно критично о «Путях русского богословия» и даже предложил назвать её «Беспутство русской мысли». Тем не менее, подводя итог, он написал следующее: «Несмотря на все свои недостатки, книга о. Г. Флоровского может быть очень рекомендована для чтения, она может быть прочитана с большим интересом и большой пользой». Историк и мыслитель М. И. Лот-Бородина (1882—1957) высоко отозвалась о книге: «„Пути русского богословия“ — это значительная книга, где впервые поставлена и разработана тема русского религиозного сознания…». Философ Н. О. Лосский (1870—1965) в своей монографии «История русской философии» пишет следующее: «Отец Георгий оказал большую услугу развитию русского богословия своей замечательной работой „Пути русского богословия“ <…> Книга отца Георгия является ценным вкладом в изучение истории русской культуры. Поставленный им вопрос об особенностях русской религиозной жизни и её развитии и ответы, даваемые на них, могут быть также полезны для понимания других областей русской культуры». В своей работе «История русской философии», которую он во многом написал как противовес «Путям…» протоиерей Василий Зеньковский отмечает: «…Автор прекрасный знаток русской философии, его характеристики, критические замечания всегда касаются самого существа дела, но книгу очень портит субъективизм в оценках и неуместное чтение „нотаций“ различным авторам. Всё же без книги Флоровского нельзя обойтись при изучении русской философии».
Научный сотрудник католического университета «Руссикум» в Риме иезуит Станислав Тышкевич (1887—1962) дал такую оценку «Путям…»: «Книга о. Флоровского, будучи уникальной в своём роде, заслуживает того, чтобы отнести её к числу самых замечательных трудов в области современной историографии религии…». Профессор Колумбийского университета М. И. Раев (1923—2008) писал: «Флоровский не только по-новому задал вопросы и смотрел на прошлое России, но и создал новую методологию исследования истории мысли… Он рассматривает историю мысли как некое повествование об интеллектуальном и духовном опыте личности». Протопресвитер Иоанн Мейендорф в 1980 году в предисловии ко второму изданию писал, что данная книга «справедливо признаётся — и, вероятно, всегда будет признаваться» главной заслугой Георгия Флоровского. Вместе с тем, Иоанн Мейендорф видит недостаток книги в том, что «во всём огромном количестве авторов и писателей девятнадцатого века, рассмотренных в книге, только немногие <…> находят положительную оценку. Не отрицая ни ума, ни таланта, ни способностей отдельных авторов и всегда рисуя яркую картину каждой эпохи, о. Георгий ко всем и ко всему прилагает раз навсегда им принятую святоотеческую или византийскую нормативность, которая для него является единственно православной. <…> Так, православный богослов может поставить вопрос, не слишком ли узко Флоровский понимает святоотеческое предание. Если критиковать русское православие во имя „византинизма“, не следовало бы также подвергнуть критике и сам византинизм? Равнозначен ли он Священному преданию как таковому?»
Наталья Сухова отмечала в 2017 году, что под влиянием данной книги в современной сербской академической богословской элите, для которой данная книга стала главным источником знаний относительно дореволюционного русского академического богословия, сложилось мнение, что последнее представляло собой безжизненную схоластику, являясь пленником западной богословской системы, оторванном от святоотеческого предания. Именно такое представление во многом стало причиной слабости академических связей между богословами Русской и Сербской православных церквей в постсоветский период. При этом, «критические оценки протоиерея Георгия, обусловленные многими субъективными причинами, являются главным и часто единственным авторитетом во всех вопросах, связанных с русской дореволюционной богословской традицией. И даже если кто-то из сербских богословов дерзает самостоятельно изучать эту традицию, им очень трудно оторваться от критической парадигмы протоиерея Г. Флоровского». Преподаватель МДА священник Павел Лизгунов в 2021 году дал в целом негативную оценку труда: «По манере изложения этот труд сложно назвать научным или учебным. Немецкий исследователь Г. Подскальски очень точно определяет жанр этого труда как богословскую эссеистику. Образно можно сказать, что данный труд, как и вообще творчество многих представителей Парижской школы богословия, напоминает своего рода богословский импрессионизм. Нередко автор описывает не столько сам предмет исследования, сколько пытается эскизно ухватить и передать читателю свои впечатления от этого предмета, не утруждая себя необходимостью не только доказывать ту или иную мысль, но даже нередко не проговаривая её до конца, набрасывает направление мысли и предоставляет читателю самостоятельно в этом направлении размышлять. <…> Примеров нечёткости утверждений в книге можно найти много». Вместе с тем он отмечал, что за отсутствием лучших обобщающих трудов на эту тему, «книгу прот. Г. Флоровского можно назвать наиболее основательным и даже единственным в своём роде образчиком русской патрологии как по обширности, так и по глубине исследования».

## Издания
- Пути русского богословия. — Париж : [б. и.], 1937. — 574 с.
- Пути русского богословия. С предисловием прот. И. Мейендорфа и указателем имён. — Paris: YMCA-Press, 1981.
- Пути русского богословия, «Христианская благотворительная просветительская ассоциация „Путь к истине“», 1983. — 600 с. — ISBN 5-7707-1614-2
- Пути русского богословия. Четвертое издание. С предисловием прот. И. Мейендорфа и указателем имён. — Paris: YMCA-Press, 1988. XVI. — 603 с.
- Пути русского богословия / прот. Георгий Флоровский. — 3-е изд. Репр. воспроизведение изд.: Париж, 1937. — Вильнюс : [б. и.], 1991. — 600 с.
- Пути русского богословия / Прот. Георгий Флоровский; С предисл. прот. И. Мейендорфа и указ. имен. — Киев : Христиан.-благотвор. ассоц. «Путь к истине», 1991. — 599 с. — ISBN 5-7707-1614-2
- Пути русского богословия. — Минск: Изд-во Белорусского экзархата, 2006. — 608 с. — ISBN 978-985-511-089-8
- Пути русского богословия. / Отв. ред. О. А. Платонов. — М.: Институт русской цивилизации, 2009. — 848 с. — (Русская цивилизация). — ISBN 978-5-902725-30-5